# La Serena
La Serena é uma comuna da província de Elqui, localizada na Região de Coquimbo, Chile. Possui uma área de 1 892,8 km² e uma população de 211 275 habitantes (2012). La Serena é a capital da Região de Coquimbo.
Esta é parte de uma área turística muito importante do país.
Entre os locais, destaca seu centro histórico com preservação de arquitetura Neocolonial caracterizada pelas exemplares varandas, praças e igrejas de pedras, símbolos de antiguidade. A cidade também contém extensas praias que atraem muitos turistas, principalmente no verão. Faz divisa com as cidades de: La Higuera, Andacollo, Paihuano e Vicuña. Fundada em 1544, é a segunda cidade mais antiga do Chile, atrás somente da capital, Santiago.
Após o verão, época em que é centro turístico, a cidade volta seu foco para áreas de estudos. Em La Serena, se encontra várias universidades, como a Universidad de La Serena.

## História

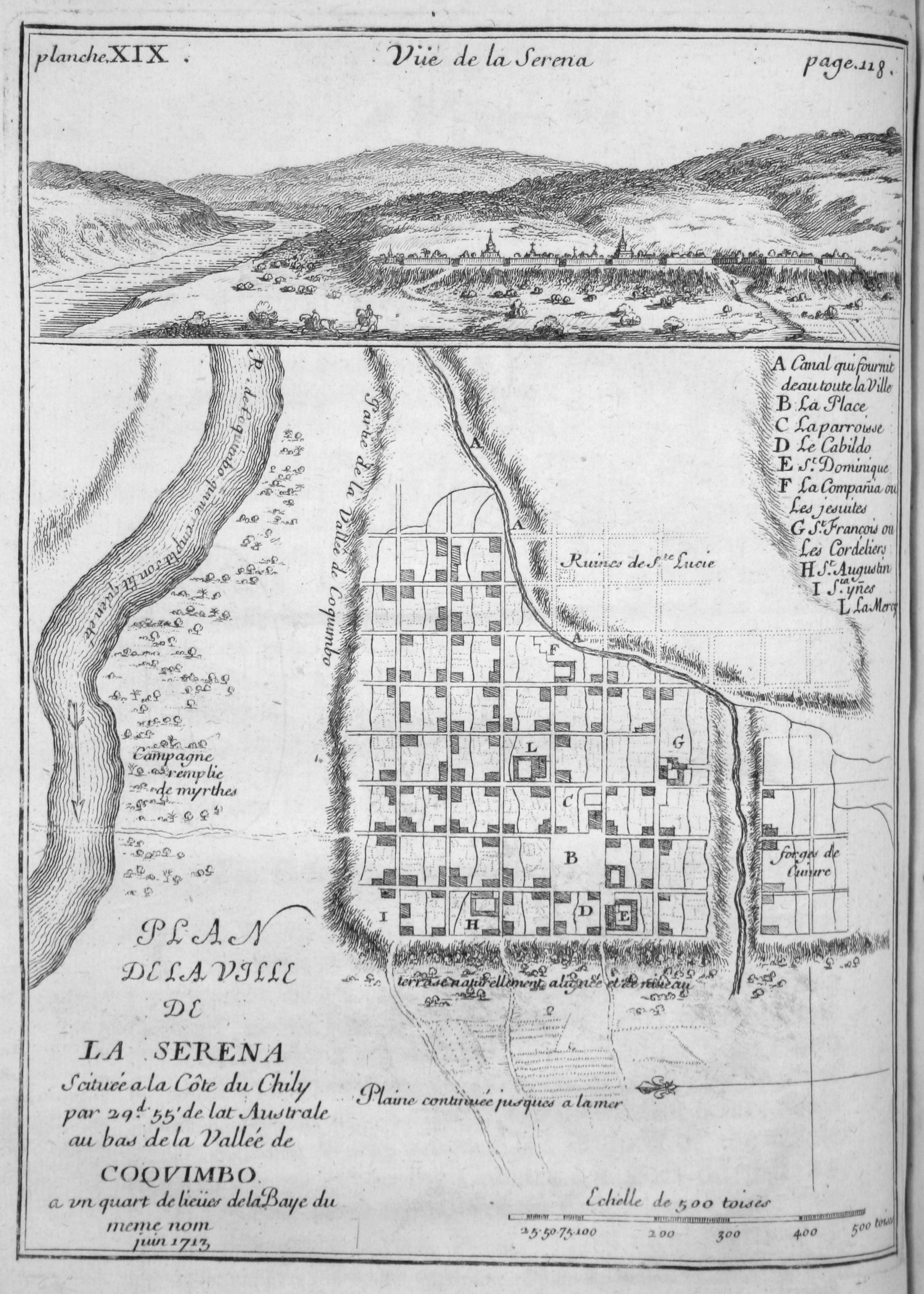
Mapa de La Serena en 1717.

O setor atual onde se encontra a cidade foi habitada pelos povos pré-hispânicos, conhecidos como o Diaguita. Foi fundada pelo capitão Juan Bohon com o nome de Villanueva de la Serena, embora é discutida a data exata da fundação, indicando a probabilidade de o 15 de novembro ou 30 de dezembro de 1543 e 04 de setembro de 1544, muitas vezes apenas o ano é citado. Cinco anos mais tarde, na noite de 11 a 12 de janeiro de 1549, enquanto a história começava a ser construída, uma revolta indígena levou quase todos espanhóis a morte. No dia 26 de agosto de 1549, por ordem de Pedro de Valdivia, o capitão Francisco de Aguirre reformula a cidade, dessa vez com nome de San Bartolomé de La Serena' '(patrono atual da cidade), no mesmo lugar onde onde hoje se localiza a Praça de La Serena. Mais tarde, no dia 04 de maio de 1552, o rei Carlos I de Espanha por decreto real concede o título de cidade.
Durante sua história, a cidade sofre vários ataques de piratas, uma das primeiras tentativas foi no ano de 1579 por Francis Drake, porém sem sucesso. Quase cem anos depois de Bartolomeu Nítido surpreender a cidade que estava despojada de armas e defesas, atacando em 1680. Em 1686 uma nova onda de inimigos aparece na região, em Tongoy um grupo de piratas desembarcam, mas foram atacados e espancados por homens de Pedro Cortes e Mendoza. Em maio do mesmo ano Edward Davis tenta outro ataque e consegue entrar na cidade. No entanto, dada a resposta feroz dos serenenses obrigaram eles a  refugiarem-se no claustro da Igreja de Santo Domingo, mas foram completamente derrotados no início da manhã fugindo para seus navios. Estes ataques causaram grande medo na população, forçando as fortificações da cidade, em 1730. A imigração progressiva estava acontecendo com frequência, tinha gente que preferira viver na região, em áreas rurais do que viver em constantes perigos em La Serena.

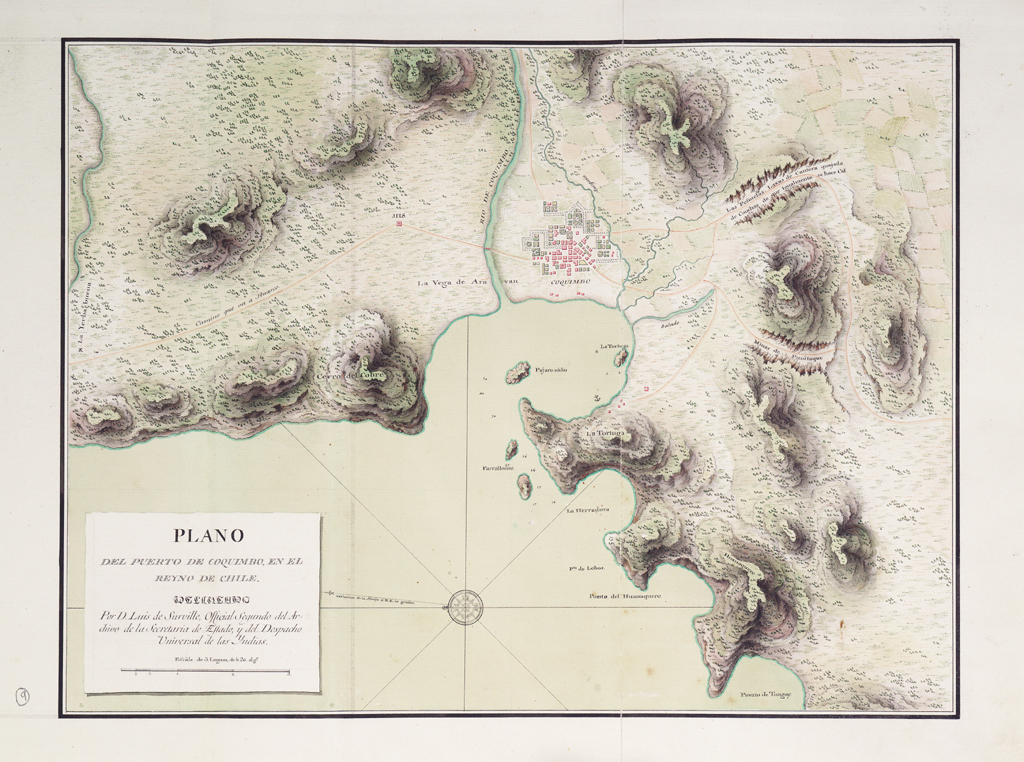
Mapa de La Serena (Coquimbo), Luis de Surville 1778.

O eclipse solar de 2 de julho de 2019 será visível no sul do Oceano Pacífico e na América do Sul. É o eclipse número 58 na série Saros 127 e terá magnitude 1,0459. La Serena estará dentro da faixa de obscuridade total e é considerado o melhor lugar para a observação do fenômeno, que ocorrerá pouco antes do por do sol.

## Demografia
De acordo com dados históricos, a partir do século XVII, La Serena tem experimentado um crescimento constante em sua população, com alguns breves exceções no final do século XVIII. Em 1657 sua população era de cerca de 1 200 pessoas.
La Serena, nos últimos 20 anos tem crescido em 100%. A comuna tem uma área de 1 892,8 km², onde viviam, de acordo com dados derivados de censo de 2002, 160 148 habitantes, dos quais 77 385 eram homens e 82 763 eram mulheres. A variação na população para 1992 foi de 32,6%. Do total, 147 815 pessoas vivem em áreas urbanas e 12 333 nas áreas rurais. A população da área urbana corresponde na sua totalidade para a cidade de La Serena, de acordo com o censo de 2002.
As estatísticas projetadas para 2011, tal como estimado pelo INE dizem que a cidade de La Serena é 214 685 e 219 591 para 2012.

## Clima e Geografia

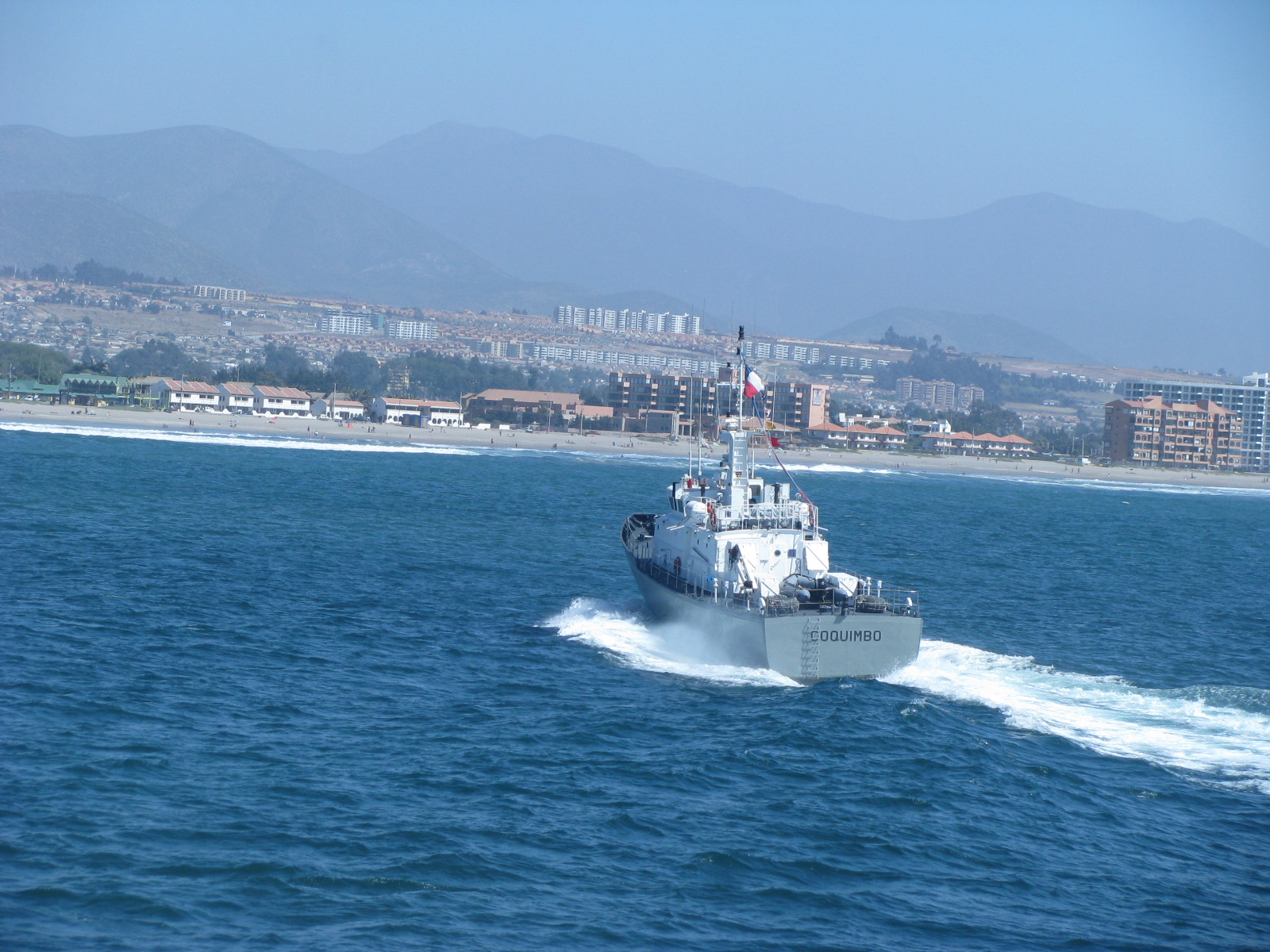
Vista das praias de La Serena

A cidade de La Serena apresenta alguns contraste, esta é banhada por áreas litorâneas com belas praias, o centro da cidade com aspecto neocolonial e o restante da cidade situa-se em pequenas colinas, apesar de ter vista para a Cordilheira dos Andes, a maior elevação de La Serena é o Cerro Grande.
La Serena é dividida em vários setores. Ao norte se encontra o setor de Las Compañías, este que é subdividido em: Compañía Alta e Compañía Baixa. Nas proximidades se encontra a Caleta San Pedro. Para o sul estão localizadas as áreas de La Pampa, San Joaquin e El Milagro. Para o leste estão os setores de La Antena, Juan XXIII, La Florida, Colina El Pino e o Bairro Universitário e por fim, o lado oeste se localiza a Avenida del Mar. As áreas que circulam a cidade são destinada principalmente para plantações de hortaliças, porém também encontrando plantações de graviolas, abacates e laranjas, entretanto, a cidade possui uma vegetação moderada onde podemos encontrar alguns bosques, principalmente de eucaliptos, estas áreas são propícias de constantes Incêndios florestais durante o verão, mais exato em Janeiro e Fevereiro. Na costa, zona em que situa a cidade, domina uma faixa semiárida com abundante nebulosidade sendo que a umidade relativa do ar é tão alta que as médias chegam a ser de 80%, neste local, neblinas são frequentes explicando a presença de uma vegetação mais densa.
| Dados climatológicos para La Serena | Dados climatológicos para La Serena | Dados climatológicos para La Serena | Dados climatológicos para La Serena | Dados climatológicos para La Serena | Dados climatológicos para La Serena | Dados climatológicos para La Serena | Dados climatológicos para La Serena | Dados climatológicos para La Serena | Dados climatológicos para La Serena | Dados climatológicos para La Serena | Dados climatológicos para La Serena | Dados climatológicos para La Serena | Dados climatológicos para La Serena |
| Mês                                 | Jan                                 | Fev                                 | Mar                                 | Abr                                 | Mai                                 | Jun                                 | Jul                                 | Ago                                 | Set                                 | Out                                 | Nov                                 | Dez                                 | Ano                                 |
| ----------------------------------- | ----------------------------------- | ----------------------------------- | ----------------------------------- | ----------------------------------- | ----------------------------------- | ----------------------------------- | ----------------------------------- | ----------------------------------- | ----------------------------------- | ----------------------------------- | ----------------------------------- | ----------------------------------- | ----------------------------------- |
| Temperatura máxima média (°C)       | 21,6                                | 21,6                                | 20,2                                | 18,2                                | 17,0                                | 15,9                                | 15,4                                | 15,7                                | 16,3                                | 17,5                                | 18,9                                | 20,4                                | 18,2                                |
| Temperatura média (°C)              | 17,1                                | 16,9                                | 15,6                                | 13,7                                | 12,3                                | 10,9                                | 10,7                                | 10,9                                | 11,6                                | 12,9                                | 14,6                                | 16,1                                | 13,6                                |
| Temperatura mínima média (°C)       | 13,6                                | 13,4                                | 12,4                                | 10,7                                | 9,2                                 | 7,6                                 | 7,5                                 | 7,8                                 | 8,7                                 | 9,5                                 | 10,7                                | 13,0                                | 10,3                                |
| Dias com precipitação               | 0,1                                 | 0,1                                 | 0,8                                 | 3,5                                 | 18,6                                | 21,4                                | 50,8                                | 20,5                                | 10,9                                | 7,2                                 | 3,8                                 | 0,2                                 | 137,9                               |
| Umidade relativa (%)                | 86                                  | 86                                  | 90                                  | 91                                  | 89                                  | 88                                  | 87                                  | 90                                  | 89                                  | 87                                  | 86                                  | 85                                  | 88                                  |
| Fonte: Weatherbase                  |                                     |                                     |                                     |                                     |                                     |                                     |                                     |                                     |                                     |                                     |                                     |                                     |                                     |

## Turismo
La Serena é uma cidade muito visitada por turistas nacionais e sul-americanos.